# フリードリヒ1世 (ザクセン選帝侯)
フリードリヒ1世（Friedrich I., 1370年4月11日 - 1428年1月4日）は、マイセン辺境伯（フリードリヒ4世、在位：1407年 - 1428年）、ザクセン選帝侯（在位：1423年 - 1428年）。好戦公（der Streitbare）の渾名を持つ。父はマイセン辺境伯フリードリヒ3世（厳格伯）、母はカテリーナ・フォン・ヘンネベルク。

## 生涯
叔父のヴィルヘルム1世が1407年に死去、弟のヴィルヘルム2世、従弟のテューリンゲン方伯フリードリヒ4世と共にマイセンを統治した。
ニュルンベルク城伯フリードリヒ6世と共にドイツ騎士団と組んでポーランド王兼リトアニア大公ヴワディスワフ2世と戦った（リトアニアの内戦）。神聖ローマ皇帝を巡る内乱ではプファルツ選帝侯ループレヒト3世を支援したが、1410年に死去した後はジギスムントに従い、フス戦争に参戦した。
1423年、ザクセン＝ヴィッテンベルク公位を授与、アスカーニエン家が断絶した後のザクセン選帝侯に選ばれた。フリードリヒ1世は以後もジギスムントに従軍し、1426年にフス派に大敗するまで支援を続けた。1425年にヴィルヘルム2世が死去した事により、テューリンゲンを除いて単独の領主になったが、1428年にアルテンブルクで死去。遺体はマイセンの大聖堂に埋葬された。
1409年、フス派との対立でボヘミアを去ったドイツ人の為にライプツィヒ大学を創立。ハイデルベルク大学に次いで2番目のドイツ伝統の大学として現在も存続している。

## 家族
1402年にブラウンシュヴァイク＝リューネブルク公ハインリヒ1世の娘カタリーナと結婚、以下の子を儲けた。
1. カタリーナ
2. フリードリヒ2世（1412年 - 1464年）
3. ジギスムント（1416年 - 1471年） - ヴュルツブルク司教。
4. アンナ（1420年 - 1462年） - ヘッセン方伯ルートヴィヒ1世と結婚。
5. カタリーナ（1421年? - 1476年） - ブランデンブルク選帝侯フリードリヒ2世と結婚。
6. ハインリヒ（1422年 - 1435年）
7. ヴィルヘルム3世（1425年 - 1482年） - テューリンゲン方伯、名目上のルクセンブルク公も兼ねた。

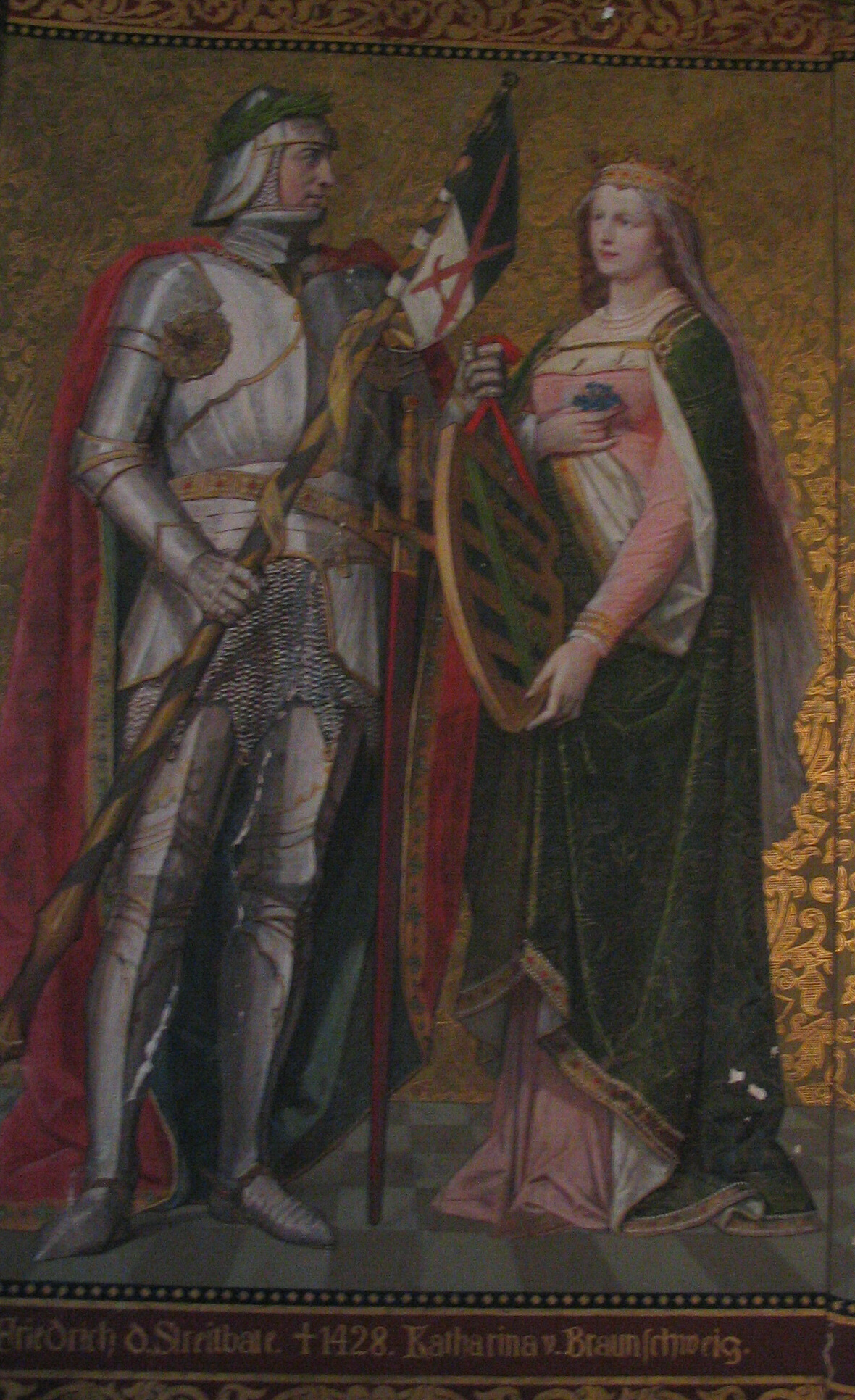
フリードリヒ1世と妃カタリーナ（19世紀）